# Sagittaria tengtsungensis
Sagittaria tengtsungensis là một loài thực vật có hoa trong họ Alismataceae. Loài này được H.Li miêu tả khoa học đầu tiên năm 1986.